# Emil Rathenau

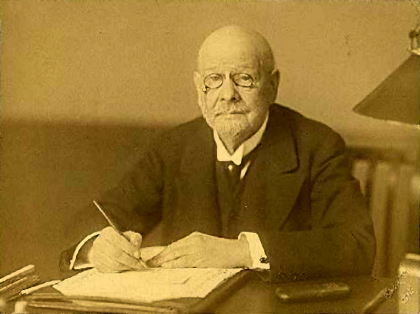
Emil Rathenau

Emil Moritz Rathenau (11. prosince 1838, Berlín – 20. června 1915, Berlín) byl německý vynálezce a průmyslník, který se zasloužil o rozvoj elektrotechnického průmyslu a byl jedním z jeho vůdčích osobností.

## Životopis
Rathenau se narodil v Berlíně do bohaté židovské obchodnické rodiny a jeho otcem byl slavný obchodník Moritz Rathenau.

Přibližně roku 1865 začal mladý Rathenau studovat možnosti vývoje elektrotechniky v Evropě díky svému působení v mnoha elektrotechnických firmách jak v Německu, tak v zahraničí. V roce 1881 získal díky bankovní půjčce práva na výrobky založené na patentech Thomase Alvy Edisona. V roce 1883 vytvořil firmu Deutsche Edison-Gesellschaft für angewandte Elektricität, která byla v roce 1887 přejmenována na Allgemeine Elektricitäts-Gesellschaft a byla známa pod zkratkou AEG.

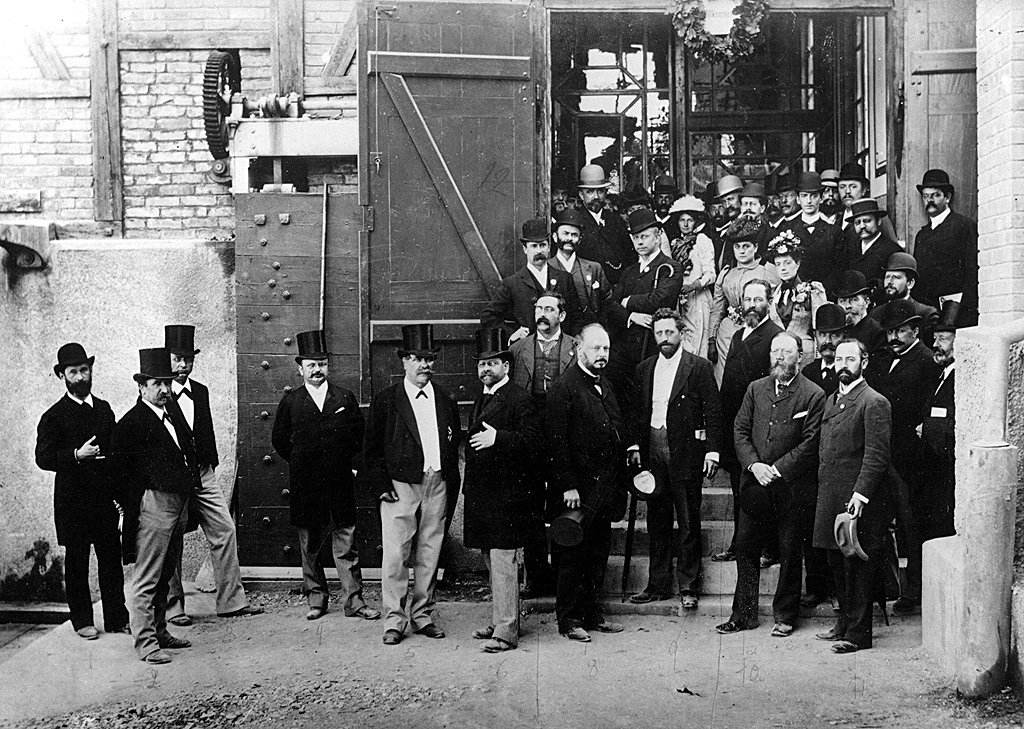
Emil Rathenau, zakladatel AEG, (1. řada, 5. zprava) 12. září 1891 v první elektrárně na střídavý proud na světě (Lauffen am Neckar), postavené pro Mezinárodní elektrotechnickou výstavu

V roce 1903 se stal generálním ředitelem AEG a společně se svým přítelem a obchodním partnerem Wernerem von Siemens založil společnost Telefunken Gesellschaft für drahtlose Telegraphie GmbH, která se proslavila pod jménem Telefunken svými telefony či jinými nahrávacími přístroji.
Rathenau byl ženatý od roku 1866 s Mathilde Nachmann, která byla dcerou frankfurtského bankéře. Jeden z jejich synů, Walther Rathenau, byl významným průmyslníkem, politikem a ekonomem v době Výmarské republiky a byl zavražděn v červnu 1922 pravicovými gangstery z Freikorps.